# Henri Deplante
Henri François Deplante, né le 12 novembre 1907 dans le 3e arrondissement de Lyon et mort le 16 mars 1996 dans le 16e arrondissement de Paris, est un aviateur et ingénieur français et un officier dans les Forces françaises libres.

## Biographie

### Avant-guerre
Major de l'École centrale Paris en 1929, il rencontre Marcel Dassault en 1930 après avoir lu dans le journal « Les Ailes » une annonce de la société Marcel Bloch, pour un poste de dessinateur des premiers avions métalliques. Deux ans plus tard, en 1932, son jeune frère Paul Deplante est à son tour engagé par Bloch. Henri Deplante réalise en 7 mois le trimoteur postal Bloch MB.61 puis étudie l’avion sanitaire Bloch MB.81 et l'avion de combat Bloch MB.174. Il est cofondateur de Bordeaux-Aéronautique, en 1939, avec André Curvale et Claude de Cambronne.

### Seconde Guerre mondiale
Il se replie, après l’Armistice du 22 juin 1940, à Bordeaux, puis à Châteauroux et Cannes. 
En 1942, les Italiens autorisent le vol du premier bimoteur postal et en septembre, des Allemands de la Lufthansa viennent faire des offres de service. Il répond favorablement aux Allemands, visite les usines de la zone occupée qui travaillent pour la Luftwaffe: celle de Amiot de Colombes, pour Junkers, celle de la Société nationale des constructions aéronautiques du Nord des Mureaux, pour Messerschmitt, celle d'Émile Dewoitine et de la Société industrielle pour l'aéronautique de Châtillon qui produit la nacelle motrice du Focke-Wulf Fw 190 et celle de René Hanriot de Bourges qui fabrique le bimoteur Siebel 204.
Après l’invasion de la zone libre en 1942, il quitte la France par l’Espagne où il fut emprisonné plusieurs mois au camp de Miranda de Ebro, avec d'autres Français, avant de pouvoir partir en Angleterre s'engager dans les Forces françaises libres. Il rejoint les SAS en Angleterre puis dans les camps d’Écosse et est formé comme lieutenant au 2e régiment de chasseurs parachutistes du colonel Bourgoin. Avec le grade de Capitaine, dans la nuit du 5 au 6 juin 1944, il est parachuté avec huit hommes sur Guéhenno dans le Morbihan, pour y fixer les troupes allemandes. À la demande du commandant Bourgoin, il quitte le Maquis de Saint-Marcel pour monter la base mobile Grock dans les environs de Guern, avec les parachutistes rescapés de la base de Duault, former et armer les maquisards Bretons avec des parachutages, pour aider la réussite d u débarquement du 06 juin 1944. En décembre 1944, avec son escadron de Jeep du 2e régiment de chasseurs parachutistes (2e RCP), il part pour la Belgique, où les Allemands reprennent l’offensive dans les Ardennes : c'est l'opération Franklin.

### Après-guerre
En mars 1945, il est démobilisé et rejoint la SNCASO comme directeur technique et réalise les premiers chasseurs à réaction : Triton, Espadon et Vautour ainsi que le SNCASO SO.30 Bretagne de transport. De 1949 à 1981, Il travaille pour le bureau d’études de Marcel Dassault, fait équipe avec Jean Cabrière et travaille sur l'Ouragan, les Falcon, le Mercure jusqu’au Mirage 2000,.

## Distinctions
Henri Deplante était membre de l’académie de l'air et de l'espace. Il avait reçu la médaille d’or de l’Aéro-Club de France et en 1965, l'Association des Journalistes Professionnels de l’Aéronautique et de l’Espace (AJPAE) lui décerne le prix Icare.
Henri Deplante était : 
- Commandeur de la Légion d'honneur
- Croix de guerre 1939–1945 (3 palmes et 1 étoile)
- Médaille de la Résistance française (11 mars 1947)[6]
- Médaille de l'Aéronautique
- Ordre du Service distingué
- Médaille de la Liberté

## Œuvres
- Henri Deplante, La liberté tombée du ciel, Paris, Editions Ramsay, 1977, 250 p. (ISBN 2-85956-015-7).
- Les Compagnons du clair de lune.
- La conquête du ciel.